# Форма прийдешнього Герберта Уеллса
«Фо́рма прийде́шнього Ге́рберта Ве́лза» (англ. «H. G. Wells' The Shape of Things to Come») — канадський науково-фантастичний фільм режисера Джорджа МакКовена 1979 року за мотивами твору «Форма прийдешнього» Герберта Велза.
Попри назву, фільм використовує лише деякі імена з твору Велза та тематику майбутнього. Сюжет описує політ зорельота «Зоряний шлях» на віддалену колонію, захоплену самопроголошеним імператором, аби дістати рідкісний лікарський препарат.

## Сюжет
У майбутньому Земля спустошена після «Воєн роботів», які закінчилися сім років тому. Більшість людства тепер живе на Місяці в місті Новий Вашингтон під куполом. Населення потерпає від радіації та потребує препарату Raddic-Q2, який виробляється на віддаленій планеті Дельта 3.
Науковий радник Кабал просить у ради Нового Вашингтона дозволу на будівництво бойових кораблів для захисту, але йому відмовляють. Незабаром корабель «Фобос-3» з вантажем Raddic-Q2, керований роботом, сходить з курсу та врізається в місто. Керівник колонії, сенатор Смедлі, та Кабал намагаються зв'язатися з очільницею Дельти 3 — Ніккі. На зв'язок замість неї виходить начальник кібербезпеки Омус, який вимагає визнати його владу над Місяцем і всіма аванпостами. Омус заявляє, що падіння «Фобоса-3» було навмисною атакою, і погрожує завдати нової, якщо його не послухаються.
Кабал пропонує запустити новий зоряний корабель «Зоряний шлях», але Смедлі проти, оскільки корабель ще не пройшов перевірку. Кабал потай готує корабель до запуску, але при цьому зазнає дози радіації. Він просить свого сина Джейсона завершити підготовку. З Джейсоном вирушають дочка Смелді, Кім, та відремонтований нею робот «Іскра». Кабал переконує їх у необхідності зупинити Омуса за будь-яку ціну та привезти препарат. Вони погоджуються полетіти до Дельти 3 на «Зоряному шлясі». Ніккі тим часом шле прохання про допомогу на Місяць, але Омус перехоплює його.
Незабаром після запуску на борту «Зоряного шляху» стається поломка. Кабал радить сісти на Землю, де в одному з аванпостів можна отримати ремонт. Поки Кабал здійснює ремонт, Джейсон та Кім досліджують місцевість, сподіваючись знайти старовинного друга Кабала на ім'я Чарлі. Вони бачать біля лісу незнайомців, а потім знаходять Чарлі мертвим. Згодом Кім таємниче зникає і Джейсон з «Іскрою» вирушають на її пошуки до містечка неподалік. Врешті-решт вони виявляють Кім з групою дітей, які вижили у «Війнах роботів». Джейсон вирішує залишити дітям припаси та обіцяє повернутися за ними пізніше.
«Зоряний шлях» вирушає на Дельту 3, і попри гравітаційний вихор, успішно досягає планети. Після посадки екіпаж знаходить Ніккі та її людей, які переховуються в горах. Однак незабаром група роботів Омуса оточує їх. Кабала вимагає від голограми Омуса зустрітися віч-на-віч. Той погоджується, і наказує іти за роботами, тоді як Джейсон та інші лишаються біля своєї бази й планують пробратися до Цитаделі іншим шляхом.
Омус показує роботів-шахтарів, яких перетворив на солдатів, і розповідає про свої плани захопити з їх допомогою владу над людством. Кабал лишається незворушним і намагається переконати Омуса відмовитися від свого плану панування над людством. Тоді Омус демонструє ще один свій винахід — випромінювач, що завдає Кабалу постійного болю і зрештою вбиває його.
Джейсон з рештою повстанців досягає цитаделі Омуса та виявляє свого батька вбитим. Він намагається помститися Омусу, але роботи беруть його в полон. Омус розповідає про свій план підірвати Дельту 3 аби змусити людей без Raddic-Q2 еволюціонувати під його керівництвом. Він показує що роботи вже вбили більшість повстанців, і лишає Джейсона біля випромінювача. Та «Іскра» перепрограмовує їх з борту «Зоряного шляху», змусивши схопити Омуса. Тим часом руйнування планети вже запущено і її розривають землетруси.
Джейсон, Кім і Ніккі тікають з цитаделі на «Зоряний шлях», забравши з собою корабель з вантажем препарату. Омус гине під уламками, Дельта 3 вибухає. Джейсон спрямовує кораблі на Землю, проголошуючи космос місцем нових можливостей.